# 敖林西伯乡
敖林西伯乡，是中华人民共和国黑龙江省大庆市杜尔伯特蒙古族自治县下辖的一个乡镇级行政单位。

## 行政区划
敖林西伯乡下辖以下地区：
好利宝村、杏树岗村、好尔陶村、敖林西伯村、诺尔村、四家子村、布木格村、新兴村和永发村。